# Gioacchino Maglioni (1808-1888)

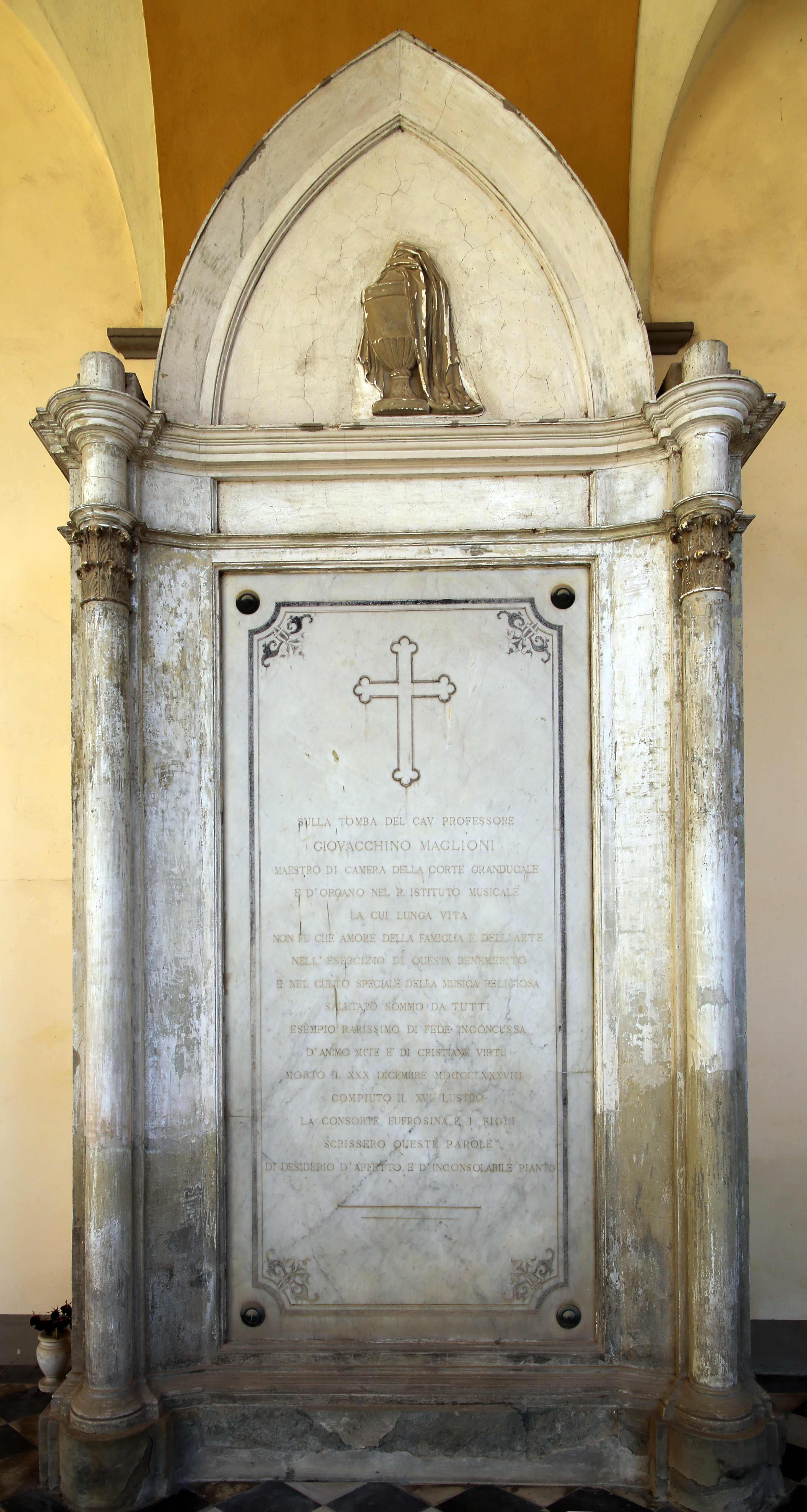
Foto della tomba in cui si legge la data di morte e il fatto che avesse 80 anni alla morte.

Gioacchino (o Giovacchino) Maglioni (Pontassieve, 24 luglio 1808 – Firenze, 30 dicembre 1888) è stato un compositore, organista e pianista italiano.

## Biografia
Carlo Schmidl e il DEUMM lo ritengono, erroneamente, nato nel 1814. Fu organista a San Lorenzo e insegnante al Conservatorio di Firenze. Nel clima di promozione della musica strumentale a Firenze che vide in prima fila Ferdinando Giorgetti e altri strumentisti e compositori, nel 1834 Maglioni diede inizio a una serie di concerti di musica da camera nella Sala Ciampolini in Borgo dei Greci a Firenze (oggi è Sala Maglioni) e di musica sacra nella chiesa di San Barnaba, dove eseguì anche prime italiane (per esempio quella del Pater Noster di Giacomo Meyerbeer nel 1858). Fu un amico di Rossini (proprio come Giorgetti) e fu un serio fautore della musica sacra (come l'amico Luigi Ferdinando Casamorata). Come Teodulo Mabellini collaborò spesso con la confraternita degli Scolopi: nell'archivio della chiesa di San Giovannino ci sono le partiture manoscritte (forse autografe), complete di parti, di un Pange lingua, Tantum Ergo e Benedicat e di un oratorio (Santa Cecilia o L'amore cristiano su testo di Geremia Barsottini), databili agli anni '50 dell'Ottocento (Carlo Schmidl informa di una replica dell'oratorio, reintitolato Cecilia, al Teatro Leopoldo nel 1853). Per molti anni si è ritenuto suo l'Ecce Sacerdos magnus eseguito per la visita di Pio IX a Firenze nel 1857, pezzo invece composto da Mabellini.  Ebbe importanti prime esecuzioni sacre negli anni '70 dell'800. Schmidl informa di sue opere date al Teatro Pagliano: Ferruccio (1863) e La corona d'oro (1882). Tra i suoi allievi ci fu Luigi Bicchierai. Pubblicò musica di tutti i generi (sacro, strumentale, operistico), soprattutto con i milanesi Ricordi e Lucca, e con i fiorentini Berletti, Lorenzi, Guidi, Venturini e Forlivesi. Scrisse un metodo per organo. È sepolto nel Cimitero della Misericordia ad Antella. Suo nipote fu il violinista fiorentino suo omonimo.

## Fonti
Tutte le fonti primarie di Maglioni sono a Firenze, al Conservatorio e all'Archivio Capitolare della Basilica di San Lorenzo.
Sono accertati solo 18 suoi autografi di musica sacra (13 al Conservatorio e 5 a San Lorenzo), mentre dei pezzi strumentali e delle opere liriche si ha una decina di copie manoscritte al Conservatorio. Un suo oratorio e un Pange lingua, Tantum Ergo e Benedicat manoscritti (forse autografi), completi di parti, sono, come già accennato, nella Chiesa di San Giovannino degli Scolopi.
Delle quasi 80 opere da lui stampate, le prime edizioni si conservano soprattutto al Conservatorio e alla Biblioteca Nazionale di Firenze. Seguono, per numero di copie conservate, il Conservatorio di Milano, la Biblioteca Nazionale Marciana di Venezia e la Biblioteca Civica di Verona. Un suo corale per organo è stato pubblicato in edizione moderna nel 2015 nella rivista Arte organaria e organistica edita a Bergamo da Carrara. Il suo trattato per organo è stato editato (in edizione facsimilare riproducente l'esemplare al Conservatorio di Firenze) da Giovanni Clavorà Braulin nel 2021. La sua fama è attestata nelle copie collezionate dalla piccola nobiltà toscana: ci sono sue musiche nei fondi della Famiglia Salvi Cristiani all'Archivio di Stato di Prato e libretti di sue opere nelle collezioni della famiglia Bargagli Petrucci dell'Archivio di Stato di Siena.

## Discografia
Nel novembre 2014, nella Basilica di San Lorenzo, l'organista Gabriele Giacomelli ha inciso una serie di pezzi per organo in un disco intitolato L'organo a Firenze dai Medici all'Unità d'Italia per l'etichetta Tactus. Vi figura anche una composizione di Maglioni.